# Luis Cuenca García
Luis Cuenca García (Navalmoral de la Mata, 6 de desembre de 1921 − Madrid, 21 de gener de 2004) fou un actor espanyol.

## Biografia
Nascut dins una família d'actors va iniciar la seva carrera al teatre als 7 anys. Després de la Guerra civil espanyola es va incorporar als espectacles de revista musical de la Companyia de Celia Gámez, actuant sota el nom artístic de Tony Aster.
Durant els anys següents va ser un dels actors còmics més destacats del gènere de la revista musical a Espanya i estava estretament vinculat a l'empresari Matías Colsada, i va participar en diversos espectacles amb l'actor Pedro Peña i la vedette Tania Doris: La dulce viuda (1979), Un reino para Tania (1983), etc. Actuà el 1956 en el teatre Apolo de Barcelona en l'espectacle 'Sirenas de Apolo' amb Gracia Imperio, i Pedro Peña, del 4 d'abril de 1956 a l'1 de juliol de 1956
En el cinema debutà el 1957 en Quiéreme con música, d'Ignacio F. Iquino. Altes filsms on va intervenir van ser Perras callejeras (1985), de José Antonio de la Loma, Suspiros de España (y Portugal) (1995), La buena vida (1996), de David Trueba, Airbag (1997), de Juanma Bajo Ulloa, La hora de los valientes (1998) d'Antonio Mercero, Torrente, el brazo tonto de la ley (1998), de Santiago Segura, Obra Maestra (2000), amb Trueba o Di que sí (2004), de Juan Calvo.
En televisió participà a Farmacia de guardia (1992-1995), Ketty no para (1997), Ellas son así (1999) i Cuéntame como pasó (2002-2003). Va rebre el Premi Sant Jordi (1996) com Millor actor de repartiment per La buena vida.

## Filmografia

### Cinema
| - Quiéreme con música (1957) - ¿Pena de muerte? (1961) - Las travesuras de Morucha (1962) - Un rincón para querernos (1964) - Toto de Arabia (1966) - Las alegres chicas de Colsada (1984) - Perras callejeras (1985) - El donante (1985) - Suspiros de España (y Portugal) (1995) - Cachito (1996) - La buena vida (1996) - Airbag (1997) | - Mátame mucho (1998) - Grandes ocasiones (1998) - Un día bajo el sol (1998) - Torrente, el brazo tonto de la ley (1998) - La hora de los valientes (1998) - Obra maestra (2000) - Soldados de Salamina (2003) - El furgón (2003) - Dos tipos duros(2003) - ¡Buen viaje, excelencia! (2003) - Di que sí (2004) |

### Televisió
- Farmacia de guardia (1991-1995)
- La gran revista. Homenaje a Celia Gámez (1994)
- Los ladrones van a la oficina (1995)
- Éste es mi barrio (1996-1997)
- Ketty no para (1997-1998)
- Manos a la obra (1998)
- Hermanas (1998)
- Entre naranjos (1998)
- Ellas son así (1999)
- Camino de Santiago (1999)
- L'estratègia del cucut (2001)
- Cuéntame cómo pasó (2001-2004)

## Premis i nominacions
| Any  | Premi                        | Categoria                      | Títol                    | Resultat  |
| ---- | ---------------------------- | ------------------------------ | ------------------------ | --------- |
| 1997 | Premis Sant Jordi            | Millor actor espanyol          | La buena vida            | Guanyador |
| 1997 | Premis Goya                  | Goya al millor actor secundari | La buena vida            | Guanyador |
| 2000 | Miami Hispanic Film Festival |                                | La hora de los valientes | Guanyador |
| 2001 | Premis Goya                  | Goya al millor actor secundari | Obra maestra             | Nominat   |
| 2003 | Premio Unión de Actores      | Millor Actor de Repartiment TV | Cuéntame                 | Guanyador |